# Quattro danze transilvane
Quattro danze transilvane per a orquestra de corda va ser compost per Sándor Veress entre 1944 i 1949. Té una durada d'uns 13 minuts.
A principis de 1944, i coincidint amb una gira d’una orquestra de cambra dirigida per Géza Kresz, Veress va escriure tres danses per a corda (I, II i IV), que acabarien formant part de les Quattro danze transilvane. La quarta dansa (III) no apareixeria fins al 1949. L’obra completa es va estrenar el 1950 a Basilea sota la direcció de Paul Sacher. Malgrat no estar basades en melodies tradicionals concretes, aquestes danses van captar amb precisió el caràcter de la música popular transsilvana i es van consolidar com una de les obres més conegudes del seu catàleg.

## Moviments
- I. Lassú
- II. Ugròs
- III. Lejtős
- IV. Dobbantós